# Vela nos Jogos Olímpicos de Verão de 1956 - Finn
As provas da classe Finn da vela nos Jogos Olímpicos de Verão de 1956 ocorreram entre 26 de novembro e 5 de dezembro daquele ano na Baía de Port Phillip, no sul de Vitória, na Austrália. O programa compunha oito regatas. Para esta classe, houve 20 velejadores de 20 nações inscritas.

## Medalhistas
O dinamarquês Paul Elvstrøm finalizou a competição em primeiro lugar, conquistando a medalha de ouro. A prata firmou-se com o belga André Nelis. Por fim, a medalha de bronze ficou com John Marvin, dos Estados Unidos.
|  | DEN Dinamarca |  | BEL Bélgica |  | USA Estados Unidos |
|  | Paul Elvstrøm |  | André Nelis |  | John Marvin        |

## Resultados
Estes foram os resultados da competição:
| Pos.              | Tripulação                  | Regata I | Regata I | Regata II | Regata II | Regata III | Regata III | Regata IV | Regata IV | Regata V | Regata V | Regata VI | Regata VI | Regata VII | Regata VII | Total de pontos | Total -1 |
| Pos.              | Tripulação                  | Pos.     | Pts.     | Pos.      | Pts.      | Pos.       | Pts.       | Pos.      | Pts.      | Pos.     | Pts.     | Pos.      | Pts.      | Rank       | Pts.       | Total de pontos | Total -1 |
| ----------------- | --------------------------- | -------- | -------- | --------- | --------- | ---------- | ---------- | --------- | --------- | -------- | -------- | --------- | --------- | ---------- | ---------- | --------------- | -------- |
| Medalha de ouro   | DEN Paul Elvstrøm           | 1        | 1402     | 8         | 499       | 15         | 226        | 1         | 1402      | 1        | 1402     | 1         | 1402      | 1          | 1402       | 7735            | 7509     |
| Medalha de prata  | BEL André Nelis             | 6        | 624      | 1         | 1402      | DNF        | 0          | 2         | 1101      | 2        | 1101     | 3         | 925       | 2          | 1101       | 6254            | 6254     |
| Medalha de bronze | USA John Marvin             | 2        | 1101     | 2         | 1101      | 8          | 499        | 3         | 925       | 3        | 925      | 2         | 1101      | 4          | 800        | 6452            | 5953     |
| 4                 | EUA Jürgen Vogler           | DNF      | 0        | 3         | 925       | 2          | 1101       | 9         | 448       | DNF      | 0        | 4         | 800       | 3          | 925        | 4199            | 4199     |
| 5                 | SWE Rickard Sarby           | 3        | 925      | 5         | 703       | 12         | 323        | 7         | 557       | 6        | 624      | 6         | 624       | 7          | 557        | 4313            | 3990     |
| 6                 | RSA Eric Bongers            | 12       | 323      | 12        | 323       | 1          | 1402       | 4         | 800       | DNF      | 0        | 5         | 703       | 11         | 361        | 3912            | 3912     |
| 7                 | ITA Adelchi Pelaschiar      | 7        | 557      | 16        | 198       | 3          | 925        | 6         | 624       | 10       | 402      | 8         | 499       | 10         | 402        | 3607            | 3409     |
| 8                 | CAN Bruce Kirby             | 5        | 703      | 17        | 172       | 6          | 624        | 10        | 402       | 8        | 499      | 11        | 361       | 6          | 624        | 3385            | 3213     |
| 9                 | BAH Kenneth Harrison Albury | 15       | 226      | 9         | 448       | 16         | 198        | 5         | 703       | 4        | 800      | 7         | 557       | 9          | 448        | 3380            | 3182     |
| 10                | AUS Colin Ryrie             | 4        | 800      | 13        | 288       | 11         | 361        | DNF       | 0         | 7        | 557      | 14        | 256       | 5          | 703        | 2965            | 2965     |
| 11                | GBR Richard Creagh-Osborne  | 8        | 499      | 6         | 624       | 7          | 557        | 8         | 499       | DNF      | 0        | 9         | 448       | 15         | 226        | 2853            | 2853     |
| 12                | URS Yury Shavrin            | 10       | 402      | 10        | 402       | 5          | 703        | 15        | 226       | 14       | 256      | 10        | 402       | 8          | 499        | 2890            | 2664     |
| 13                | FRA Didier Poissant         | 11       | 361      | 7         | 557       | 4          | 800        | 13        | 288       | 12       | 323      | 15        | 226       | 16         | 198        | 2753            | 2555     |
| 14                | SIN Jack Snowden            | 13       | 288      | 4         | 800       | 14         | 256        | 11        | 361       | 11       | 361      | 16        | 198       | 13         | 288        | 2552            | 2354     |
| 15                | AUT Wolfgang Erndl          | 14       | 256      | 15        | 226       | 10         | 402        | DNF       | 0         | 5        | 703      | DNF       | 0         | 12         | 323        | 1910            | 1910     |
| 16                | IRL John Somers Payne       | 9        | 448      | DNF       | 0         | 9          | 448        | 12        | 323       | 13       | 288      | 12        | 323       | DNF        | 0          | 1830            | 1830     |
| 17                | BRA Joaquim Roderbourg      | 16       | 198      | 11        | 361       | DNF        | 0          | 14        | 256       | 9        | 448      | DNF       | 0         | 14         | 256        | 1519            | 1519     |
| 18                | ARG Esteban Berisso         | 18       | 147      | 14        | 256       | 13         | 288        | 16        | 198       | 15       | 226      | 13        | 288       | DNF        | 0          | 1403            | 1403     |
| 19                | BIR Lwin U Maung Maung      | 17       | 172      | 18        | 147       | 17         | 172        | 17        | 172       | 17       | 172      | 17        | 172       | 18         | 147        | 1154            | 1007     |
| 20                | FIJ Nesbit Bentley          | DNF      | 0        | 19        | 123       | 18         | 147        | 18        | 147       | 16       | 198      | 18        | 147       | 17         | 172        | 934             | 934      |

### Classificação diária

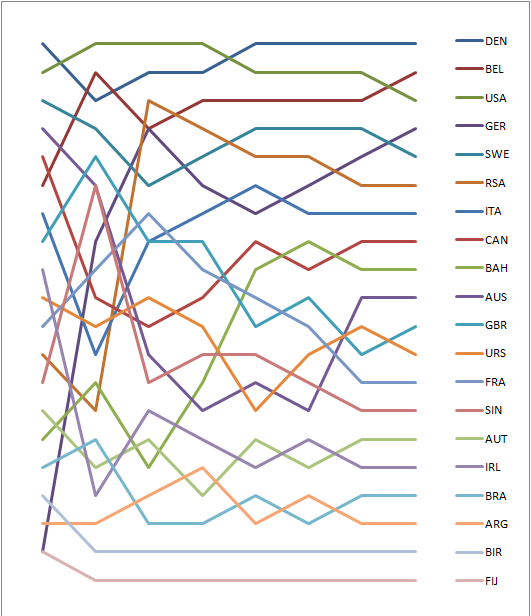
Gráfico mostrando a classificação diária na classe.